# Straubing
Straubing (česky též Štrubina) je město v Dolním Bavorsku v jižním Německu. Je sídlem zemského okresu Straubing-Bogen. Každoročně v srpnu se ve městě koná Gäubodenvolksfest, druhý největší festival v Bavorsku.
Město leží na Dunaji a tvoří centrum Gäubodenu.

## Historie
Oblast Straubingu je nepřetržitě osídlena od doby neolitu. Římské dobývání v letech 16–14 př. n. l. mělo dramatický dopad na celý region. Dokonce ještě dnes je možné nalézt spoustu stop z čtyřsetleté římské okupace (např. slavný "Römerschatz" (římský poklad), který je vystaven v Muzeu Gäubodenu). Sorviodurum, jak byla nazývána Římany, byla důležitou vojenskou surovinovou základnou.
Po pádu římského impéria se stal Straubing centrem osídlení Bavorů, hlavně kolem kostela sv. Petra (postaven v 9. století) mezi řekami Allachbach a Dunajem. Podle zvyků Bavorů bylo osídlení pojmenováno podle jejich vůdce Strupingy, což se později proměnilo v název Straubing.
V roce 1218 byla Ludvíkem I. z Wittelsbachu, vévodou bavorským, založena nová část města (nazývaná ´nové město´). Straubing se stal hlavním městem regionu Bavorsko-Straubing, později regionu Bavorsko-Straubing-Holandsko za vévody Viléma I., kdy bylo Bavorsko v roce 1349 rozděleno mezi syny římského císaře Ludvíka IV. V roce 1429 byl Straubing postoupen Arnoštovi, vévodovi bavorsko-mnichovskému, který nařídil zavraždit ve Straubingu Agnes Bernauerovou. Hrob Agnes Bernauerové však není možné nalézt. Na hřbitově u kostela sv. Petra je kaple postavená vévodou Arnoštem.
Toto nové město je dnes centrem Straubingu s mnoha obchody, kancelářemi, restauracemi a pěšími zónami. Mnoho budov si zachovalo svůj středověký ráz. V tomto prostoru je rovněž soustředěn noční život Straubingu, s mnoha hospůdkami a diskotékami.
Nezbytností pro každého návštěvníka je nádherná gotická katedrála sv. Jakuba, románský kostel sv. Petra, klášter karmelitánů s barokním kostelem a knihovnou, Sv. Vít, kde se nachází zosobnění „státu a církve“ v životní velikosti.
Straubing má ale také mnoho průmyslových částí a přístav na Dunaji s přístupem ke kanálu Rýn–Mohan–Dunaj, který je spojnicí Severního a Černého moře. Je centrem bavorského výzkumu v oblasti biotechnologie.

## Hlavní turistické atrakce
- Městská věž
- Herzogsschloss
- Románský kostel sv. Petra
- Bazilika sv. Jakuba
- Kostel sv. Víta – sídlo nejstaršího stále existujícího bratrstva v Německu, bratrstva sv. Salvatora
- Klášter a kostel karmelitánů (od roku 1368 – jediný klášter, který přežil rušení v roce 1802). Řeholníci podporují především palestinské křesťany.

## Festivaly a hlavní kulturní události
- Straubinger Frühlingsfest – jarní festival (každoroční)
- Gäubodenvolksfest a Ostbayernschau – většina lidí mu dává přednost před mnichovským Oktoberfestem (každoroční)
- Muzeum s římskými artefakty
- Agnes-Bernauer-Festspiele – historická hra k připomenutí zavražděné Agnes Bernauerové
- Straubingerské zoo
- Jazzový festival – Jazz an der Donau – jeden z největších jazzových festivalů Evropy s hosty, jakými jsou např. Seal, Aretha Franklin nebo Mousse T. (každoroční)
- Bürgerfest (festival občanů) se koná každé dva roky v historickém centru Straubingu

## Historičtí obyvatelé
- Ulrich Schmidl (1510 – † 1580/1581), lancknecht
- Jakob Sandtner (16. století), soustružník
- Emanuel Schikaneder (1751–1812), herec, zpěvák, režisér a básník
- Mathias von Flurl (1756–1823), geolog
- Joseph von Fraunhofer (1787–1826), optik, fyzik a astronom
- Carl Spitzweg (1808–1885), malíř
- Alois Weiss (1906–1986), kat
- Hanni Wenzelová, zdejší rodačka, lichtenštejnská lyžařka, dvojnásobná olympijská vítězka

## Sport
- Lední hokej: Straubing Tigers – DEL (nejvyšší německá liga)
- Americký fotbal: Straubing Spiders – 2. nejvyšší německá liga amerického fotbalu, klub založen v roce 1985

## Partnerská města
Straubing má tato partnerská města:
- Romans-sur-Isère, Francie
- Tuam, Irsko
- Wels, Rakousko